# Acrodactyla rufotibiator
Acrodactyla rufotibiator är en stekelart som beskrevs av Aubert 1964. Acrodactyla rufotibiator ingår i släktet Acrodactyla och familjen brokparasitsteklar. Inga underarter finns listade i Catalogue of Life.